# Улаф V
Улаф V (встречается более традиционная транслитерация Олаф (Олав) V, норв. Olav V, 2 июля 1903[…], Appleton House, Норфолк, Великобритания — 17 января 1991[…], The Royal Lodge, Holmenkollen, Осло, Норвегия) — король Норвегии с 1957 по 1991 год, сын Хокона VII. По отцу датский принц из дома Глюксбургов, правнук Кристиана IX, по матери (будущая норвежская королева Мод) — внук британского короля Эдуарда VII, женатого на дочери Кристиана IX — Александре. До избрания на норвежский престол отца (1905) носил имя Александр Эдвард Кристиан Фредерик. Олимпийский чемпион в парусной регате 1928 года.

## Биография

### Ранняя жизнь
В 1924 году окончил Норвежскую военную академию, после чего изучал юриспруденцию и экономику в колледже Баллиол в английском Оксфорде. Увлекался прыжками с трамплина и парусным спортом, олимпийский чемпион 1928 года по парусному спорту в классе 6-метровых лодок.
Во время нацистской оккупации Норвегии в 1940—1944 годах был в Великобритании, США и Канаде, инспектировал эмигрантскую норвежскую и союзные армии, поддерживал дружеские отношения с Франклином Рузвельтом. Имел высшие награды многих союзных держав. Участвовал в разоружении немцев в Норвегии, после войны командовал ПВО страны.

### Брак и дети
21 марта 1929 года женился на своей кузине принцессе Марте Шведской, умершей в 1954 году, ещё до вступления мужа на престол.
В браке родилось 3 детей:
- Рагнхильда (1930—2012), в 1953 году вышла замуж за господина Эрлинга Свена Лоренцена, трое детей:
  - Хокон Лоренцен (род. 1954) — женился на Марте Карвало де Фреитас, трое детей;
  - Ингеборга Лоренцен (род. 1957) — вышла замуж за Пауля Цезаря Риберто Фило, дочь;
  - Рагнхильда Лоренцен (род. 1968) — вышла замуж за Аарона Лонга, двое дочерей.
- Астрид (род. 12 февраля 1932), в 1961 году вышла замуж за Йохана Мартина Фернера, пятеро детей:
  - Екатерина (род. 1962) — с 9 декабря 1989 года жена менеджера Арильда Йохансена, двое детей;
  - Бенедикта (род. 1963) — предприниматель, имела магазин модной одежды в 1997—2013 годах, была дважды замужем, детей нет;
  - Александр (род. 1965) — женат на исландке Маргарет Худмунсдоттир, двое детей;
  - Елизавета (род. 1969) — была замужем, один ребенок;
  - Карл-Кристиан (род. 1972) — работает в семейной компании Ferner Jacobsen AS, женат на Анне-Стеной Слаттем Карлсен, двое детей.
- Харальд V (род. 1937), В 1968 году женился на недворянке Соне Харальдсен, двое детей:
  - принцесса Марта Луиза (род. 1971), трое детей;
  - кронпринц Хокон (род. 1973), наследник престола, двое детей.

### Правление
Вступив на трон в 1957 году после смерти отца, царствовал как «Народный король» и стал чрезвычайно популярным. Он сам водил свои автомобили и ездил по общей полосе, хотя как монарх имел право пользоваться выделенной для автобусов. Во время энергетического кризиса 1973 года вождение автомобилей по выходным было запрещено, однако на короля этот запрет официально не распространялся. Тем не менее, он проявил солидарность со своими подданными. Будучи заядлым лыжником, он надел свой лыжный костюм и, неся лыжи на плече, отправился в центр отдыха и культуры Хольменколлен на метро, вместо того, чтобы поехать на машине. Когда его затем спросили, как он осмелился отправиться на лыжную прогулку без телохранителей, он ответил, что «у него 4 миллиона телохранителей» — всё население Норвегии на тот момент составляло 4 миллиона.
За свои спортивные способности получил Медаль Хольменколлена (высшая норвежская награда для лыжников) в 1968 году и медаль за выдающиеся гражданские достижения в 1970 году. Он проявлял большой интерес к военным вопросам и очень серьезно относился к роли Верховного Главнокомандующего. Помимо своих церемониальных ролей в норвежской армии, он также служил главным полковником Йоркширского полка принцессы Уэльской, также известного как Зелёные ховардцы (своё полное наименование полк получил в честь бабушки Улафа V, королевы Александры).
Во время своего правления король широко представлял Норвегию за рубежом, совершая государственные визиты в другие страны.
Открыл 14-й мировой Скаут Джамбори в июле 1975 года в присутствии 17 259 скаутов из 94 стран.
Во время своего правления король Улаф V назначил кошек породы Норвежская лесная официальной национальной кошкой Норвегии и назвал её государственным достоянием страны, что дало толчок к росту популярности этой породы, в том числе и за пределами его страны.
Записи с королём использовались в нескольких кинолентах. Последним фильмом с его участием в кадре стал фильм Эмира Кустурицы «Андеграунд».

### Болезнь и смерть
Летом 1990 года здоровье короля ухудшилось, его наследник Харальд стал регентом. 17 января 1991 года на королевской вилле в Хольменколлен ему стало плохо, и он скончался вечером от инфаркта миокарда в возрасте 87 лет. Его сын Харальд V наследовал ему как король.
В следующую ночь после того, как он умер (а также в течение нескольких дней до государственных похорон), норвежцы оплакивали его, зажигая сотни тысяч свечей на Дворцовой Площади Slottplassen в Осло, оставляя среди свечей траурные письма на карточках. Все эти карточки сохранились в национальных архивах.

## Память
- В 1930 году в честь Улафа был назван берег в Антарктиде, открытый норвежской экспедицией Яльмара Рисер-Ларсена.

## Награды
Награды Норвегии
| Страна   | Дата вручения  | Награда                                                  | Награда                                                  | Литеры |
| -------- | -------------- | -------------------------------------------------------- | -------------------------------------------------------- | ------ |
| Норвегия | '              | Суверен Королевского Норвежского ордена Святого Олафа    | Суверен Королевского Норвежского ордена Святого Олафа    |        |
| Норвегия | '              | Суверен Королевского Норвежского ордена Заслуг           | Суверен Королевского Норвежского ордена Заслуг           |        |
| Норвегия | 22 июня 1906   | Коронационная медаль короля Хокона VII                   | Коронационная медаль короля Хокона VII                   |        |
| Норвегия | 18 ноября 1930 | Памятная медаль Серебряного юбилея короля Хокона VII     | Памятная медаль Серебряного юбилея короля Хокона VII     |        |
| Норвегия | 1942           | Медаль 70-летнего юбилея короля Хокона VII               | Медаль 70-летнего юбилея короля Хокона VII               |        |
| Норвегия | 18 ноября 1955 | Памятная медаль Золотого юбилея короля Хокона VII        | Памятная медаль Золотого юбилея короля Хокона VII        |        |
| Норвегия | 1973           | Медаль «За выдающиеся гражданские достижения» в золоте   | Медаль «За выдающиеся гражданские достижения» в золоте   |        |
| Норвегия | '              | Военный крест                                            | Военный крест                                            |        |
| Норвегия | '              | Медаль Святого Олафа                                     | Медаль Святого Олафа                                     |        |
| Норвегия | '              | Медаль Обороны 1940—1945 с розеткой                      | Медаль Обороны 1940—1945 с розеткой                      |        |
| Норвегия | '              | Медаль «За службу в Вооружённых силах» с лавровой ветвью | Медаль «За службу в Вооружённых силах» с лавровой ветвью |        |
| Норвегия | '              | Военная медаль                                           | Военная медаль                                           |        |

Награды иностранных государств
| Страна         | Дата вручения    | Награда                                                                                          | Награда                                                                                          | Литеры  |
| -------------- | ---------------- | ------------------------------------------------------------------------------------------------ | ------------------------------------------------------------------------------------------------ | ------- |
| Аргентина      | '                | Кавалер Большого креста на цепи ордена Сан Мартина                                               | Кавалер Большого креста на цепи ордена Сан Мартина                                               |         |
| Бельгия        | '                | Кавалер Большого креста ордена Леопольда I                                                       | Кавалер Большого креста ордена Леопольда I                                                       |         |
| Бразилия       | '                | Кавалер Большого креста на цепи ордена Розы                                                      | Кавалер Большого креста на цепи ордена Розы                                                      |         |
| Великобритания | '                | Кавалер Большого креста ордена Бани                                                              | Кавалер Большого креста ордена Бани                                                              | GCB     |
| Великобритания | '                | Кавалер Большого креста Королевского Викторианского ордена                                       | Кавалер Большого креста Королевского Викторианского ордена                                       | GCVO    |
| Германия       | '                | Кавалер Большого креста специального класса ордена «За заслуги перед ФРГ»                        | Кавалер Большого креста специального класса ордена «За заслуги перед ФРГ»                        |         |
| Греция         | '                | Кавалер Большого креста ордена Спасителя                                                         | Кавалер Большого креста ордена Спасителя                                                         |         |
| Греция         | '                | Кавалер Большого креста королевского династического ордена Святых Георгия и Константина          | Кавалер Большого креста королевского династического ордена Святых Георгия и Константина          |         |
| Греция         | '                | Военный крест                                                                                    | Военный крест                                                                                    |         |
| Иран           | '                | Кавалер Большой ленты ордена Короны                                                              | Кавалер Большой ленты ордена Короны                                                              |         |
| Люксембург     | '                | Кавалер ордена Золотого льва Нассау                                                              | Кавалер ордена Золотого льва Нассау                                                              |         |
| Мексика        | '                | Кавалер Большого креста ордена Ацтекского орла                                                   | Кавалер Большого креста ордена Ацтекского орла                                                   |         |
| Нидерланды     | '                | Кавалер Большого креста ордена Нидерландского льва                                               | Кавалер Большого креста ордена Нидерландского льва                                               |         |
| Нидерланды     | '                | Кавалер Большого креста ордена Оранского дома                                                    | Кавалер Большого креста ордена Оранского дома                                                    |         |
| Нидерланды     | '                | Военный крест                                                                                    | Военный крест                                                                                    |         |
| Перу           | '                | Кавалер Большого креста ордена Солнца Перу                                                       | Кавалер Большого креста ордена Солнца Перу                                                       |         |
| Португалия     | '                | Кавалер Большого креста ордена святого Бенедикта Ависского                                       | Кавалер Большого креста ордена святого Бенедикта Ависского                                       | GCA     |
| Румыния        | '                | Кавалер ордена Звезды Румынии 1 степени                                                          | Кавалер ордена Звезды Румынии 1 степени                                                          |         |
| Саксония       | '                | Большой крест ордена Эренстинского дома                                                          | Большой крест ордена Эренстинского дома                                                          |         |
| Таиланд        | '                | Кавалер Прославленного ордена Королевского дома Чакри                                            | Кавалер Прославленного ордена Королевского дома Чакри                                            |         |
| Таиланд        | '                | Кавалер Большой ленты ордена Чула Чом Клао                                                       | Кавалер Большой ленты ордена Чула Чом Клао                                                       |         |
| Тунис          | '                | Кавалер Большой ленты ордена Независимости                                                       | Кавалер Большой ленты ордена Независимости                                                       |         |
| Финляндия      | '                | Кавалер Большого креста ордена Белой розы                                                        | Кавалер Большого креста ордена Белой розы                                                        |         |
| Франция        | '                | Кавалер Большого креста ордена Почётного легиона                                                 | Кавалер Большого креста ордена Почётного легиона                                                 |         |
| Франция        | '                | Военный крест 1939—1945                                                                          | Военный крест 1939—1945                                                                          |         |
| Франция        | '                | Военная медаль                                                                                   | Военная медаль                                                                                   |         |
| Чили           | '                | Кавалер Большого креста на цепи ордена Заслуг                                                    | Кавалер Большого креста на цепи ордена Заслуг                                                    |         |
| Эфиопия        | '                | Кавалер Большого креста ордена Соломона                                                          | Кавалер Большого креста ордена Соломона                                                          | KSS     |
| Югославия      | '                | Орден Большой Югославской звезды                                                                 | Орден Большой Югославской звезды                                                                 |         |
| Япония         | '                | Большая лента ордена Хризантемы                                                                  | Большая лента ордена Хризантемы                                                                  |         |
| Дания          | 11 марта 1918    | Медаль 100-летнего юбилея короля Кристиана IX                                                    | Медаль 100-летнего юбилея короля Кристиана IX                                                    |         |
| Дания          | 1921             | Рыцарь ордена Слона                                                                              | Рыцарь ордена Слона                                                                              | RE      |
| Швеция         | 1 ноября 1926    | Рыцарь ордена Серафимов                                                                          | Рыцарь ордена Серафимов                                                                          | KSerafO |
| Швеция         | 21 мая 1928      | Юбилейная медаль 70-летия короля Густава V                                                       | Юбилейная медаль 70-летия короля Густава V                                                       |         |
| Великобритания | 1935             | Медаль Серебряного юбилея короля Георга V                                                        | Медаль Серебряного юбилея короля Георга V                                                        |         |
| Великобритания | 1937             | Коронационная медаль короля Георга VI                                                            | Коронационная медаль короля Георга VI                                                            |         |
| Дания          | 29 апреля 1943   | Медаль 100-летнего юбилея короля Фредерика VIII                                                  | Медаль 100-летнего юбилея короля Фредерика VIII                                                  |         |
| США            | 1945             | Шеф-коммандер ордена Легиона Почёта                                                              | Шеф-коммандер ордена Легиона Почёта                                                              |         |
| Дания          | 1946             | Медаль Свободы короля Кристиана X                                                                | Медаль Свободы короля Кристиана X                                                                |         |
| Нидерланды     | 4 сентября 1948  | Коронационная медаль королевы Юлианы                                                             | Коронационная медаль королевы Юлианы                                                             |         |
| Швеция         | 21 мая 1948      | Юбилейная медаль 90-летия короля Густава V                                                       | Юбилейная медаль 90-летия короля Густава V                                                       |         |
| Великобритания | 1953             | Коронационная медаль королевы Елизаветы II                                                       | Коронационная медаль королевы Елизаветы II                                                       |         |
| Великобритания | 1955             | Рыцарь Королевской Викторианской цепи                                                            | Рыцарь Королевской Викторианской цепи                                                            |         |
| Дания          | 11 сентября 1958 | Кавалер Большого командорского креста ордена Даннеброг                                           | Кавалер Большого командорского креста ордена Даннеброг                                           | S.Kmd   |
| Великобритания | 1959—            | Рыцарь ордена Подвязки (№ 923)                                                                   | Рыцарь ордена Подвязки (№ 923)                                                                   | KG      |
| Исландия       | 1961—            | Кавалер цепи                                                                                     | ордена Сокола                                                                                    |         |
| Исландия       | 1955—1961        | Кавалер Большого креста                                                                          | ордена Сокола                                                                                    |         |
|                | 1961             | Премия Нансена                                                                                   | Премия Нансена                                                                                   |         |
| Великобритания | 1962             | Рыцарь ордена Чертополоха                                                                        | Рыцарь ордена Чертополоха                                                                        | KT      |
| Австрия        | 1964             | Большая звезда Почёта за Заслуги перед Австрийской Республикой                                   | Большая звезда Почёта за Заслуги перед Австрийской Республикой                                   |         |
| Италия         | 21 июня 1965     | Кавалер Большой креста, декорированного лентой ордена «За заслуги перед Итальянской Республикой» | Кавалер Большой креста, декорированного лентой ордена «За заслуги перед Итальянской Республикой» |         |
| Иран           | 14 октября 1971  | Юбилейная медаль 2500-летия основания Персидской империи                                         | Юбилейная медаль 2500-летия основания Персидской империи                                         |         |
| Португалия     | 11 октября 1978  | Кавалер Большой цепи ордена святого Якова и меча                                                 | Кавалер Большой цепи ордена святого Якова и меча                                                 | GColSE  |
| Испания        | 12 апреля 1982   | Кавалер цепи ордена Карлоса III                                                                  | Кавалер цепи ордена Карлоса III                                                                  |         |
| Испания        | 28 марта 1984    | Рыцарь ордена Золотого руна                                                                      | Рыцарь ордена Золотого руна                                                                      |         |

## Воинские звания
- - Норвегия
- генерал (сухопутные войска)
- генерал (ВВС)
- адмирал
  - Великобритания
- 2.7.1958 адмирал (почётный чин)
- 12.4.1988 адмирал флота (почётный чин)
- 15.9.1959 главный маршал авиации (почётный чин)